# Tweede Kamerverkiezingen in het kiesdistrict Breda (1888-1918)

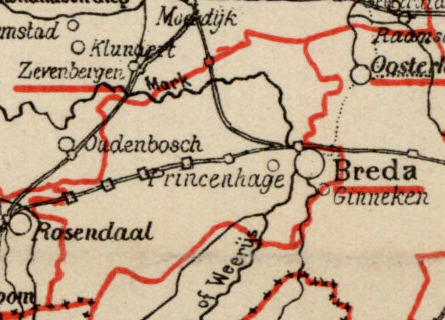
Kiesdistrict Breda (1888)

Tweede Kamerverkiezingen in het kiesdistrict Breda (1888-1918) geeft een overzicht van verkiezingen voor de Nederlandse Tweede Kamer in het kiesdistrict Breda in de periode 1888-1918.
Het kiesdistrict Breda was al ingesteld in 1848. De indeling van het kiesdistrict werd gewijzigd na de grondwetsherziening van 1887; tevens werd het kiesdistrict toen omgezet in een enkelvoudig district. Tot het kiesdistrict behoorden vanaf dat moment de volgende gemeenten: Breda,  	  	  	  	 
Etten en Leur, 
Hoeven, 
Princenhage, 
Rucphen en 
Terheijden.
Het kiesdistrict Breda vaardigde in dit tijdvak per zittingsperiode één lid af naar de Tweede Kamer.
Legenda
- vet: gekozen als lid van de Tweede Kamer.

## 6 maart 1888
De verkiezingen werden gehouden na vervroegde ontbinding van de Tweede Kamer.
|                    | 6 maart |
| ------------------ | ------- |
| Kiesgerechtigden   | 3.326   |
| Opkomst            | 1.627   |
| Geldige stemmen    | 1.600   |
| Blanco stemmen     | 25      |
| Kandidaten         |         |
| H.J.A.M. Schaepman | 1.442   |

## 10 april 1888
Herman Schaepman, gekozen bij de verkiezingen van 6 maart 1888, was tevens gekozen in het kiesdistrict Wijk bij Duurstede. Hij opteerde voor dit district, als gevolg waarvan in Breda een naverkiezing werd gehouden.
|                                 | 10 april |
| ------------------------------- | -------- |
| Kiesgerechtigden                | 3.326    |
| Opkomst                         | 2.753    |
| Geldige stemmen                 | 2.743    |
| Blanco stemmen                  | 9        |
| Kandidaten                      |          |
| L.P.M.H. Michiels van Verduynen | 1.945    |
| P.F. van Cooth                  | 596      |
| F. Rikkers                      | 142      |
| J.F. de Booij                   | 53       |

## 9 juni 1891
De verkiezingen werden gehouden na ontbinding van de Tweede Kamer.
|                                 | 9 juni |
| ------------------------------- | ------ |
| Kiesgerechtigden                | 3.370  |
| Opkomst                         | 1.613  |
| Geldige stemmen                 | 1.596  |
| Blanco stemmen                  | 13     |
| Kandidaten                      |        |
| L.P.M.H. Michiels van Verduynen | 1.072  |
| M. Tydeman                      | 440    |
| W.P.G. Helsdingen               | 37     |

## 10 april 1894
De verkiezingen werden gehouden na vervroegde ontbinding van de Tweede Kamer.
|                                 | 10 april |
| ------------------------------- | -------- |
| Kiesgerechtigden                | 3.348    |
| Opkomst                         | 645      |
| Geldige stemmen                 | 633      |
| Blanco stemmen                  | 10       |
| Kandidaten                      |          |
| L.P.M.H. Michiels van Verduynen | 549      |
| E. Gompertz                     | 51       |

## 15 juni 1897
De verkiezingen werden gehouden na ontbinding van de Tweede Kamer.
|                                 | 15 juni |
| ------------------------------- | ------- |
| Kiesgerechtigden                | 5.263   |
| Opkomst                         | 3.054   |
| Geldige stemmen                 | 2.982   |
| Blanco stemmen                  | 72      |
| Kandidaten                      |         |
| L.P.M.H. Michiels van Verduynen | 2.367   |
| J.H.H. Dommers                  | 615     |

## 14 juni 1901
De verkiezingen werden gehouden na ontbinding van de Tweede Kamer.
|                                 | 14 juni |
| ------------------------------- | ------- |
| Kiesgerechtigden                | 6.152   |
| Opkomst                         | 2.160   |
| Geldige stemmen                 | 2.108   |
| Blanco stemmen                  | 52      |
| Kandidaten                      |         |
| L.P.M.H. Michiels van Verduynen | 1.579   |
| J. Brinkhuis                    | 529     |

## 16 juni 1905
De verkiezingen werden gehouden na ontbinding van de Tweede Kamer.
|                                 | 16 juni |
| ------------------------------- | ------- |
| Kiesgerechtigden                | 6.755   |
| Opkomst                         | 5.200   |
| Geldige stemmen                 | 5.134   |
| Blanco stemmen                  | 66      |
| Kandidaten                      |         |
| L.P.M.H. Michiels van Verduynen | 3.616   |
| J.A.H. van den Brink            | 923     |
| G.C.A. Fabius                   | 595     |

## 27 oktober 1905
Louis Michiels van Verduynen, gekozen bij de verkiezingen van 16 juni 1905, trad op 1 oktober 1905 af vanwege zijn benoeming als secretaris-generaal van het Permanent Hof van Arbitrage.  Om in de ontstane vacature te voorzien werd een tussentijdse verkiezing gehouden.
|                      | 27 oktober |
| -------------------- | ---------- |
| Kiesgerechtigden     | 6.755      |
| Opkomst              | 5.275      |
| Geldige stemmen      | 5.229      |
| Blanco stemmen       | 46         |
| Kandidaten           |            |
| W.H. Bogaardt        | 3.183      |
| W. Ingen Housz       | 1.219      |
| J.A.H. van den Brink | 827        |

## 11 juni 1909
De verkiezingen werden gehouden na ontbinding van de Tweede Kamer.
|                      | 11 juni |
| -------------------- | ------- |
| Kiesgerechtigden     | 7.653   |
| Opkomst              | 5.688   |
| Geldige stemmen      | 5.605   |
| Blanco stemmen       | 83      |
| Kandidaten           |         |
| W.H. Bogaardt        | 4.281   |
| J.A.H. van den Brink | 615     |
| P. Tideman           | 454     |
| H. Snijders          | 151     |
| J.A. Oomen           | 104     |

## 17 juni 1913
De verkiezingen werden gehouden na ontbinding van de Tweede Kamer.
|                  | 17 juni |
| ---------------- | ------- |
| Kiesgerechtigden | 8.017   |
| Opkomst          | 5.702   |
| Geldige stemmen  | 5.605   |
| Blanco stemmen   | 97      |
| Kandidaten       |         |
| W.H. Bogaardt    | 4.089   |
| G.W. Kernkamp    | 824     |
| H.A. Koomans     | 692     |

## 15 juni 1917
De verkiezingen werden gehouden na ontbinding van de Tweede Kamer.
|                             | 15 juni |
| --------------------------- | ------- |
| Kiesgerechtigden            | 8.623   |
| Opkomst                     | 3.459   |
| Geldige stemmen             | 3.417   |
| Blanco stemmen              | 42      |
| Kandidaten                  |         |
| W.H. Bogaardt               | 2.882   |
| P. Binkhorst van Oudkarspel | 535     |

## Opheffing
De verkiezing van 1917 was de laatste verkiezing voor het kiesdistrict Breda. In 1918 werd voor verkiezingen voor de Tweede Kamer overgegaan op een systeem van evenredige vertegenwoordiging met kandidatenlijsten van politieke partijen.